# Kungsbacka tekniska gymnasium

Kungsbacka Tekniska Gymnasium (KTG) var en gymnasieskola i Kungsbacka kommun i Sverige, driven i privat regi. Skolan startades 1996 av Bengt Walter. 2001 bytte skolan namn till J.A. Zachrissons gymnasieskola, och senare till Drottning Blankas Gymnasieskola i Kungsbacka.

Bengt Walter har numera startat upp ett antal skolor på västkusten, och före detta KTG ingår det som fick namnet "Waltergruppen", och numera heter Drottning Blankas Gymnasieskola.

KTG hade från början bara en utbildning, en kombination av NV- och el-programmet, och med mycket data. Numera har Drottning Blankas Gymnasium i Kungsbacka programmen Inredningsdesign, Modedesign, Samhäll-Management, Stylist och Frisör, och har således ändrat inriktning helt under sina första 10 år.